# Ferndale (California)
Ferndale es una ciudad ubicada en el condado de Humboldt en el estado estadounidense de California. Según el censo de 2000 tenía una población de 1.382 habitantes y una densidad poblacional de 511.9 personas por km².

## Geografía
Ferndale se encuentra ubicada en las coordenadas 40°34′34″N 124°15′50″O / 40.57611, -124.26389. Según la Oficina del Censo, la ciudad tiene un área total de 2.7 km² (1 sq mi), de la cual toda es tierra.

## Demografía
Los ingresos medios por hogar en la localidad eran de $37.955, y los ingresos medios por familia eran $49.706. Los hombres tenían unos ingresos medios de $32.404 frente a los $29.808 para las mujeres. La renta per cápita para la localidad era de $21.727. Alrededor del 4.5% de las familias y del 7.1% de la población estaban por debajo del umbral de pobreza.